# اولریکه هولتسنر
اولریکه هولتسنر (آلمانی: Ulrike Holzner؛ زادهٔ ۱۸ سپتامبر ۱۹۶۸) ورزشکار بابسلد زنان اهل آلمان است.
وی در مسابقات کشوری و بین‌المللی در مجموع برندهٔ ۲ مدال نقره شده‌است.